# Suíte Magnólia
Suíte Magnólia é uma série brasileira produzida pelo Canal Brasil em parceria com a Casé Filmes. 
A série tem criação e roteiro de Hamilton Vaz Pereira e conta com direção de Marcelo Travesso e de Hamilton , que celebra 50 anos de carreira em 2024.
A produção tem como cenário o casarão fictício Oásis de Damasco, localizado no Rio de Janeiro, e se passa em dois tempos diferentes: 1985 e entre 2018 e 2020. Os protagonistas são Chandelly Braz, Álamo Facó, Lena Brito, que interpretam os herdeiros do casarão em 2018, e George Sauma, Carla Salle e Luiza Lemmertz, que dão vida aos personagens de 1985.
A série tem 8 episódios que foram exibidos dos dias 6 a 9 de fevereiro, às 21h45, sempre com dois episódios seguidos. Todos os episódios estão disponíveis no Globoplay+Canais desde o dia da estreia.

## Enredo
O enredo é centrado em três jovens (Olivia, Galdino e Minelava) que recebem de herança o Palacete da família e o transformam no Pequeno Hotel Oásis de Damasco, onde há apenas a Suíte Magnólia. O cenário é palco para todo tipo de acontecimento: despedida de solteiro, teste de elenco e até parto. Em narrativa paralela, a série regata o passado do Palacete carioca e a vida da família Souza Pinto no seu auge, nos anos 1980, mostrando segredos familiares que virão à tona no tempo presente, com com revelações surpreendentes.

## Elenco
1985
- Carla Salle como Georgia Souza Pinto
- George Sauma como Jerônimo Souza Pinto
- Luiza Lemmertz como Josefina Gázper
- Igor Angelkorte como Turíbio
- João Pedro Zappa como Rubem
- Betty Faria como Eva
- Cissa Guimarães como Ximena
- Juan Paiva como PJ
- Cris Larin como Isadora
- Késia Estácio como Bah Anita
- Natasha Jascalevich como Yasmin
- Patrícia Chermont como Pequena Minelava

Fase Contemporânea
- Chandelly Braz como Olívia Souza Pinto
- Álamo Facó como Galdino Gázper
- Lena Brito como Minelava
- Valentina Herszage como Nunky
- Analu Prestes como Bonifácia Amarante Bartolomeu
- Malu Valle como Madalena
- Saulo Arcoverde como Darlene
- Marina Provenzzano como Sulamita
- Julia Lemmertz
- Aisha Jambo como Estefânia Rocca
- Luiz Fernando Guimarães
- Evandro Mesquita
- Perfeito Fortuna
- Vanessa Pascale como Bah Anita
- Isio Ghelman como Lourival
- Thiago Arguelhes
- Fernanda Brandt
- Uriel Dames